# Айсинена-и-Пиньоль, Педро де
Педро де Айсинена-и-Пиньоль (исп. Pedro de Aycinena y Piñol; 19 октября 1802 — 14 марта 1897) — гватемальский политический деятель, исполнял обязанности президента страны весной 1865 года после смерти Рафаэля Карреры.